# Форматиран текст
Форматиран текст или стил на текста в контекста на компютрите е текст, който за разлика от обикновения текст, носи допълнителна информация извън минимума на семантичните си елементи: цвят, стил (удебелен шрифт, курсив), размери и специални функции (като хипервръзки).

## Терминология
Не е правилно да се каже, че форматираният текст може да се идентифицира само с бинарни файлове или ASCII текстови файлове. Той може да бъде както двоичен, така и да бъде предаден само с текст, като HTML, RTF или обогатени текстови файлове, а може и да бъде просто ASCII файл. От друга страна, един обикновен текстов файл може и да не бъде ASCII (например текст в символно кодиране като UTF-8). Форматирането на текст се постига чрез маркиращи езици, което също основно е текстово, макар че някои редактори на форматиран текст, като Microsoft Word, го запаметяват в двоичен формат.

## История
Форматирането на текст има своите корени в техниките, използвани преди навлизането на компютрите за означаване на пасажи в машинописни ръкописи. В първите интерактивни системи на ранните компютри не е възможно подчертаване затова потребителите преодоляват тази липса (и липсата изобщо на форматиране в ASCII) чрез използване на определени символи като заместители. Например отделянето на даден текст в ASCII може да се постигне по редица начини:
- * Уголемяване: Аз НЕ съм го измислил.

- * Ограждане с долни черти: Аз _не_ съм го измислил.

- Ограждане със звездички: Аз * не * съм го измислил.

- * Разстояние:Аз н е съм го измислил.

## Езици за маркиране
Форматирането може да се характеризира с тагове (етикети), които разграничават тялото на текста чрез специални символи, като например ъглови скоби в HTML. Например изразът:
Кучето е класифицирано като Canis lupus familiaris в таксономията.
се пише на HTML така:
```
<
p
>
Кучето е класифицирано като 
<
i
>
Canis lupus familiaris
</
i
>
 в таксономията.
</
p
>

```

В курсив текстът е заграден с отварящ и затварящ етикет за курсив. В LaTeX текстът ще се маркира по друг начин:
```
 Кучето е класифицирано като 
\textit
{
Canis lupus familiaris
}
 в таксономията.

```

Езиците за маркиране могат да бъдат писани с всеки текстов редактор, т.е не се нуждаят от специален софтуер.

## Файлови формати за форматирани документи
Още от изобретяването на MacWrite, първият WYSIWYG редактор на документи, в който кодовете за форматиране са визуални, а не чрез поставяне на маркиращ текст, текстовите редактори, като правило, имат тенденция да запаметяват документите като двоични файлове. Отварянето им с помощта на текстов редактор разкрива текст, украсен с различни двоични символи, разположени или около форматираните места (например в WordPerfect) или отделно, в началото или края на файла (например в редактора на Word).
Запазването на форматираните документи в двоични файлове обаче има недостатъци, като обхвата на форматирането и секретност. Докато при маркиращите езици обхватът на форматиране е ясно обозначен, то WYSIWYG форматирането се основава на запомняне, докато действието не бъде отменено, например, като щракнете върху бутона получер той е натиснат, докато не бъде отменен. Това може да доведе до грешки и проблемна поддръжка. Що се отнася до секретността има тенденция файловите формати на форматирани документи като цяло да са нечия собственост, като при това не са добре документирани, което води до затруднения при кодиране от страна на трети лица, както и до ненужни актуализации при промяна на версията.
WordStar е популярна текстообработваща програма, която не използва двоични файлове със скрити символи.
Writer на OpenOffice.org запаметява файловете в XML формат. Той обаче е компресиран и затова полученият файл е двоичен.
Форматът PDF е друг файлов формат за форматирани текстове, който обикновено е двоичен (като се използва компресия на текста и запис на графичните обекти и шрифтове в двоичен код). Той като правило е предназначен за крайния потребител, написан е с помощта на приложения като Word или OpenOffice.org Writer, и веднъж запаметен не може след това да се редактира от потребителя.